# Adrian Naef

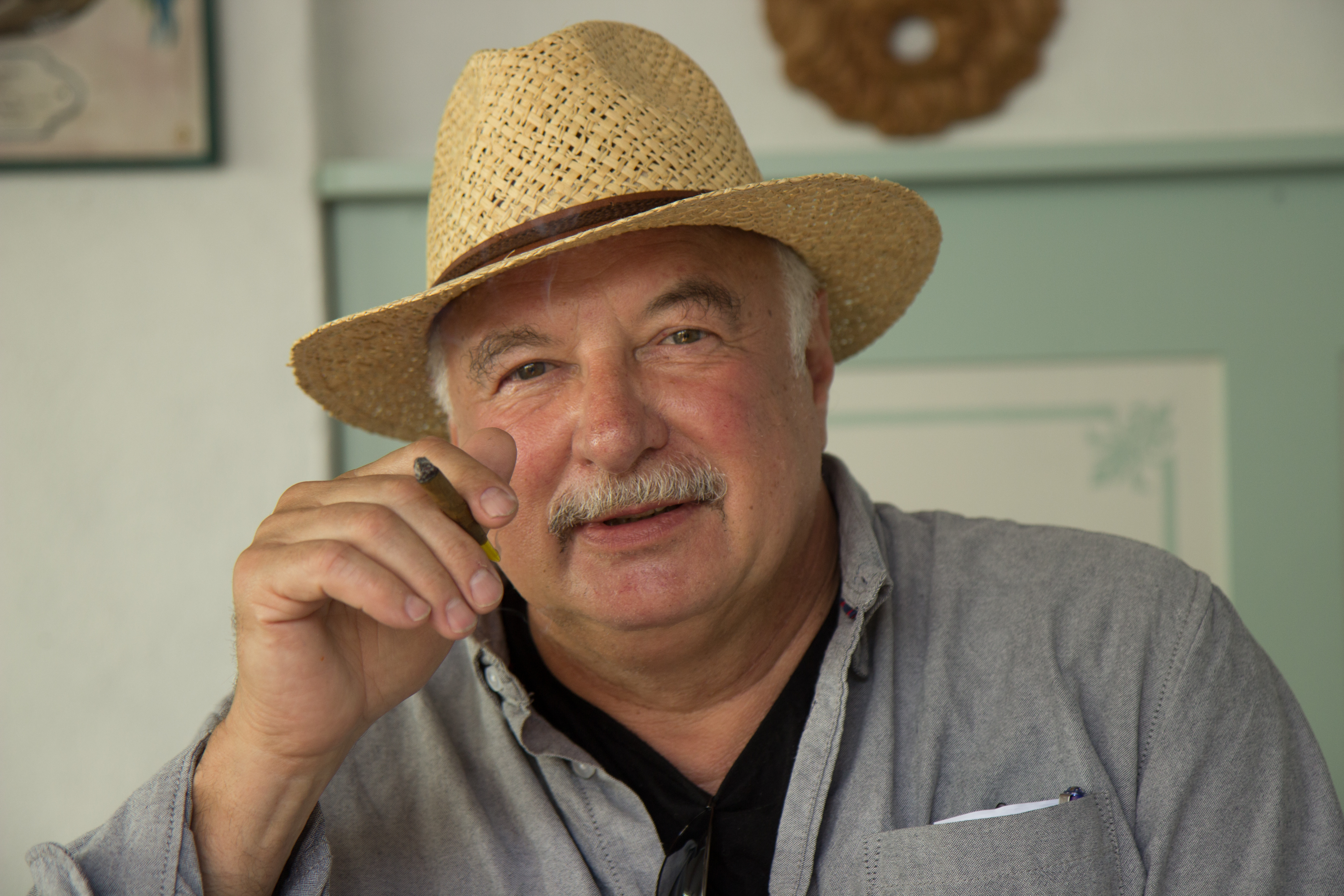
Adrian Naef (2013)

Adrian Albert Naef (* 10. Januar 1948 in Wallisellen) ist ein Schweizer Schriftsteller und Musiker. Eines seiner bekanntesten Werke heisst Nachtgängers Logik – Journal einer Odyssee (Suhrkamp 2003), das Zeugnis seines Kampfes gegen eine schwere Depression. Es ist das Erstwerk seines schriftstellerischen Comebacks nach 28 Jahren literarischer Schreibpause, wiederum beim gleichen deutschen Verlag wie sein Debütwerk Lagebericht (Suhrkamp 1975).

## Leben
Adrian Naef wuchs im damals noch ländlichen Wallisellen im Kanton Zürich auf und hat zwei ältere Brüder. Seine Eltern führten einen Bauernhof. Er ist Vater einer Tochter, zweifacher Grossvater und lebt zusammen mit Studenten und Musikern in seinem Haus in Zürich und in den Tessiner Bergen.
Nach der Volksschule auf dem Lande besuchte er in Zürich die Handelsschule. Danach studierte er Ökonomie in St. Gallen und Zürich, wechselte schliesslich zur Phil. I und bildete sich zum Fachlehrer für musische Fächer aus, u. a. zum Religionslehrer am katechetischen Seminar der Universität Zürich. Sein Religionsunterricht war konfessionsunabhängig und offen für Schüler aller Religionen. Ein Agnostiker als Religionslehrer war ungewöhnlich in den 1980er-Jahren und wirbelte einigen Staub auf. Seine Ansicht, dass niemand um die Sinnfrage herumkomme, somit per se religiös sei, aber um ein religiöses Leben zu führen weder Gott noch Glaube brauche, bildet den Inhalt dreier religionspädagogischer Bücher, die in kurzer Folge erschienen. Sein bekanntestes heisst „Gott ist krank, sein Sohn hört Punk“ (Zytglogge Verlag 1981).
Während der Studienzeit lebte er in verschiedenen Wohngemeinschaften im In- und Ausland, unter anderem an einer der ersten besetzten Häuser am Central in Zürich, wo die 68er-Aufstände ausbrachen. Ausgedehnte musische Tätigkeiten wie Malen und Fotografieren führten zu Ausstellungen und füllten seine aktive studentische Zeit ausserhalb der Hörsäle. Er war aktiver Teilnehmer an Studentenrevolten. Seine Aktivitäten – teils im kreativen Untergrund – hatten dadaistischen Charakter. Der Unsinn sollte rechte wie linke Dogmen unterwandern und auf das Allzumenschliche herunterbrechen.
1975 erschien sein erster Gedichtband Lagebericht bei Suhrkamp. Der legendäre Verleger Siegfried Unseld führte ihn als kommendes Talent in die Frankfurter Intellektuellen Kreise ein und ermunterte ihn zu einer Laufbahn als Schriftsteller. Doch Naef brach sein literarisches Schaffen bereits wieder ab und wandte sich der Liedermacher- und Rockszene zu.
Seine Liederplatte „Riite Rössli“ erschien 1978 und wurde im Radio und Fernsehen ausgestrahlt. Naef gründete und betrieb von 1981 bis 1985, nachdem der autonome Jugendtreff AJZ geschlossen wurde, einen eigenen Jugendtreff, das Schülerfoyer, welches Strassenjugendlichen ein Forum und Zuhause bot. Dieser diente auch als Basis von rebellischen Aktionen mit Gleichgesinnten, wie den Betrieb des Piratensenders Handradio und das nächtliche Kleben der Wandzeitung Bulletin. Beide Projekte erlangten Kultstatus in der aufgewühlten Stadt. Der Jugendtreff wurde später von der Stadt übernommen und weitergeführt.
Als freier Journalist schrieb er u. a. für das Magazin des Tages-Anzeigers. Mit anderen Musikern gründete Naef 1981 das Niederdorf-Rock-Ensembles, ein Rockcabaret dadaistischen Zuschnitts, das unmittelbar das Zeitgeschehen kommentierte.
Religionspädagogische Bücher folgten in kurzen Abständen, wobei der Titel „Gott ist krank, sein Sohn hört Punk“ zuerst im Eigenverlag erschien. Aufgrund des grossen Erfolges wurde er vom Zytglogge Verlag neu aufgelegt, „Religion ohne Gott und Teufel“ wurde im gleichen Verlag nachgeliefert. Weiter spielte Naef in mehreren Schweizer Filmproduktionen mit, unter anderem in Deshima (Regie: Beat Kuert, Japan 1987) und in Rotlicht! (Regie: Urs Odermatt, 1986).
Eine Weiterbildung zum Atem- und Körpertherapeuten bei Burkhardt Kiegeland in Salzburg folgte. 1988 bis 1997 arbeitete Naef als heilpädagogischer Spitallehrer am Kinderspital Zürich. Dort leitete er auch ausserhalb der Klinik Feriencamps und Wochenenden mit chronisch kranken Kindern und deren Geschwistern. Diese Arbeit wurde im Herbst 1997 durch den abrupten Fall in eine schwere Depression unterbrochen. Nach seiner drei Jahren dauernden Krankheit begann er eine Ausbildung zum Bildredakteur im Medienausbildungszentrum MAZ Luzern und wurde erst Archivar, dann Bildredaktor bei der Presseagentur Keystone in Zürich. Seine depressive Episode lieferte den Stoff für die literarische Auferstehung des Autors nach fast dreissigjähriger Schreibpause. Nachtgängers Logik entstand. Danach folgten mehrere Prosa-, Lyrik- und Sachbücher.

## Werke

### Originalausgaben
- Dein Blick im Vorübergehn. Zocher & peter verlag kmg, Zürich 2023, ISBN 978-3-907159-48-4.
- Also auch du willst nach Japan. BoD – Books on Demand, Zürich 2022 - 2. Auflage, ISBN 978-3-7562-1010-7.
- Die Bedrohung. Zocher & peter verlag kmg, Zürich 2022, ISBN 978-3-907159-46-0.
- Vieles hätte ich verstanden, wenn man es mir nicht beigebracht hätte. Zocher & peter verlag kmg, Zürich, ISBN 978-3-907159-41-5.
- Wie ich den Vögeln den Looping beibrachte. Zocher & peter verlag kmg, Zürich, ISBN 978-3-907159-42-2.
- Radio, Wallisellen und der Duft von Benzin. Zocher & peter verlag kmg, Zürich, ISBN 978-3-907159-35-4.
- Phoenix Aussichten. Zocher & peter verlag kmg, Zürich, ISBN 978-3-907159-34-7.
- Brot statt Spiele: Am Beispiel Tump.  weissbooks.w, Frankfurt am Main 2018, ISBN 978-3-86337-146-3.
- An der Scheibe mit dem Fisch. weissbooks.w, Frankfurt am Main 2011, ISBN 978-3-86337-016-9.
- Rituale: Woher sie kommen, warum wir sie brauchen. Elster, Zürich, 2014, ISBN 978-3-906065-09-0.
- Ein schamloser Blick auf die Dame in Schwarz: 79 Thesen zu Depression und Gesundheit. Elster, Zürich 2011, ISBN 978-3-907668-90-0.
- Die Städter. weissbooks.w, Frankfurt am Main 2011, ISBN 978-3-86337-006-0.
- Die Rechenmachers. Edition Isele, Eggingen 2006, ISBN 3-86142-382-0.
- Nachtgängers Logik – Journal einer Odyssee. Mit einem Nachwort von Adolf Muschg. Suhrkamp, Frankfurt am Main 2003, ISBN 3-518-41430-5.

### Religionspädagogische Bücher
- Zeitbombe Religionen – Eine lexikalische Recherche. Elster, Zürich 2015, ISBN 978-3-906065-30-4.
- Religion ohne Religionen: Was wir vergessen – was wir mitnehmen wollen. Elster, Zürich 2015, ISBN 3-906065-14-6.
- Religion ohne Gott und Teufel. Ein Lexikon. Zytglogge, Bern 1986, ISBN 3-7296-0231-4.
- Gott ist krank, sein Sohn hört Punk. Adrian Naef, 1983, ISBN 3-7296-0161-X.
- Die Beste aller Zeiten: Zitat aus der Rede eines Indianerhäuptlings in Zürich. Sil-Verlag, Zürich 1983, DNB 995515611.

### Gedichte
- Dein Blick im Vorübergehn: Gedichte. Zocher & peter verlag kmg, Oktober 2023, ISBN 978-3-907159-48-4.
- Moonshiner: Gedichte & Songs. weissbooks.w, Frankfurt am Main 2017 ISBN 978-3-86337-123-4.
- Moonshiner: Gedichte & Songs. private extended version weissbooks.w, Frankfurt am Main 2017.
- Raben. weissbooks.w, Frankfurt am Main 2014, ISBN 978-3-86337-066-4.
- Mohn. weissbooks.w, Frankfurt am Main 2013, ISBN 978-3-86337-039-8.
- An der Scheibe mit dem Fisch. weissbooks.w, Frankfurt am Main 2011, ISBN 978-3-86337-016-9.
- Lagebericht. Suhrkamp, Frankfurt am Main 1975, ISBN 3-518-03729-3.

### Als Herausgeber
- Klaus Isele, Adrian Naef (Hrsg.): Dasein als Da Sein. Adolf Muschg zum 75. Geburtstag. Isele, Eggingen 2009, ISBN 978-3-86142-463-5.

### Musik
- Liederplatte Riite Rössli (Mundartlieder), Zytglogge Bern 1978.